# San José Carpintero
San José Carpintero är en ort i Mexiko.   Den ligger i kommunen Zinapécuaro och delstaten Michoacán de Ocampo, i den södra delen av landet, 180 km väster om huvudstaden Mexico City. San José Carpintero ligger 2 513 meter över havet och antalet invånare är 346.
Terrängen runt San José Carpintero är lite bergig. Runt San José Carpintero är det ganska tätbefolkat, med 90 invånare per kvadratkilometer. Närmaste större samhälle är Zinapécuaro, 9,0 km nordväst om San José Carpintero. I omgivningarna runt San José Carpintero växer i huvudsak blandskog.